# کور-سن-اتین
شهر کور-سن-اتین (به فرانسوی: Court-Saint-Étienne) در شهرستان نیول  در استان اوئلون بربان  در منطقه فدرال والوون در کشور بلژیک واقع شده‌است.